# オーエンズ・バレー
オーエンズ・バレー (Owens Valley) とは、アメリカ合衆国カリフォルニア州にあり、オーエンズ川が流れる谷である。
西のシエラネバダ山脈と東のイニョー山地、ホワイト山地の間を約120kmにわたって伸びている。谷の両側の山脈は標高4300m以上に達し、谷の底は標高1,200mで、アメリカで最も深い谷の一つである。谷の南端にはオーエンズ湖がある。この谷はロサンゼルス上水路の水源となっている。
オーウェンズ・バレーにある町はインディペンデンス、ローンパイン、ビッグパイン、ビショップなど。

## 地質学
約300万年前、シエラネバダ断層とホワイト山地断層の系が活発になり、すべり地震の現象が繰り返され、シエラネバダ東部のはっきりした起伏と、オーエンズ・バレー北部とモノ盆地の間にあるホワイト山地の断崖を次第に創りだした。
オーエンズ・バレーはベイスン・アンド・レンジの西端にある地溝―２つの垂直断層の間で陥没した地形―である。また、オレゴンからデスヴァレーまで伸びるウォーカーレーンと呼ばれるトラフ地形の一部でもある。
多くの谷の西斜面はシエラネバダから出た大きなモレーン（堆石、氷堆石）を持っている。これらの雑多な岩・石・土の堆積は、最後の氷河時代に氷河によってそこまで押し出された。模式的な例は州道168号線沿いにあってバターミルク・カントリーに登っていくものである。
この地溝は1872年ローンパイン地震のような地震の長期間の連続によって形成された。これらの地震はまた、この地溝を沈下させ、シエラネバダを隆起させた。地溝は谷の深さから考えられるよりもはるかに大きく、重力の研究によれば3,000mの堆積岩が地溝の大部分を埋めており、谷の西側の長さだけ急峻な断崖が埋もれているらしい。この崖の最上部はアラバマヒルズとして現れている。
オーエンズ・バレーにはクレーターマウンテン（Crater Mountain）のような多くの小火山がある。たとえばリトルレイクのそばにはデビルズ・ポストパイルの縮小版を見ることができる。

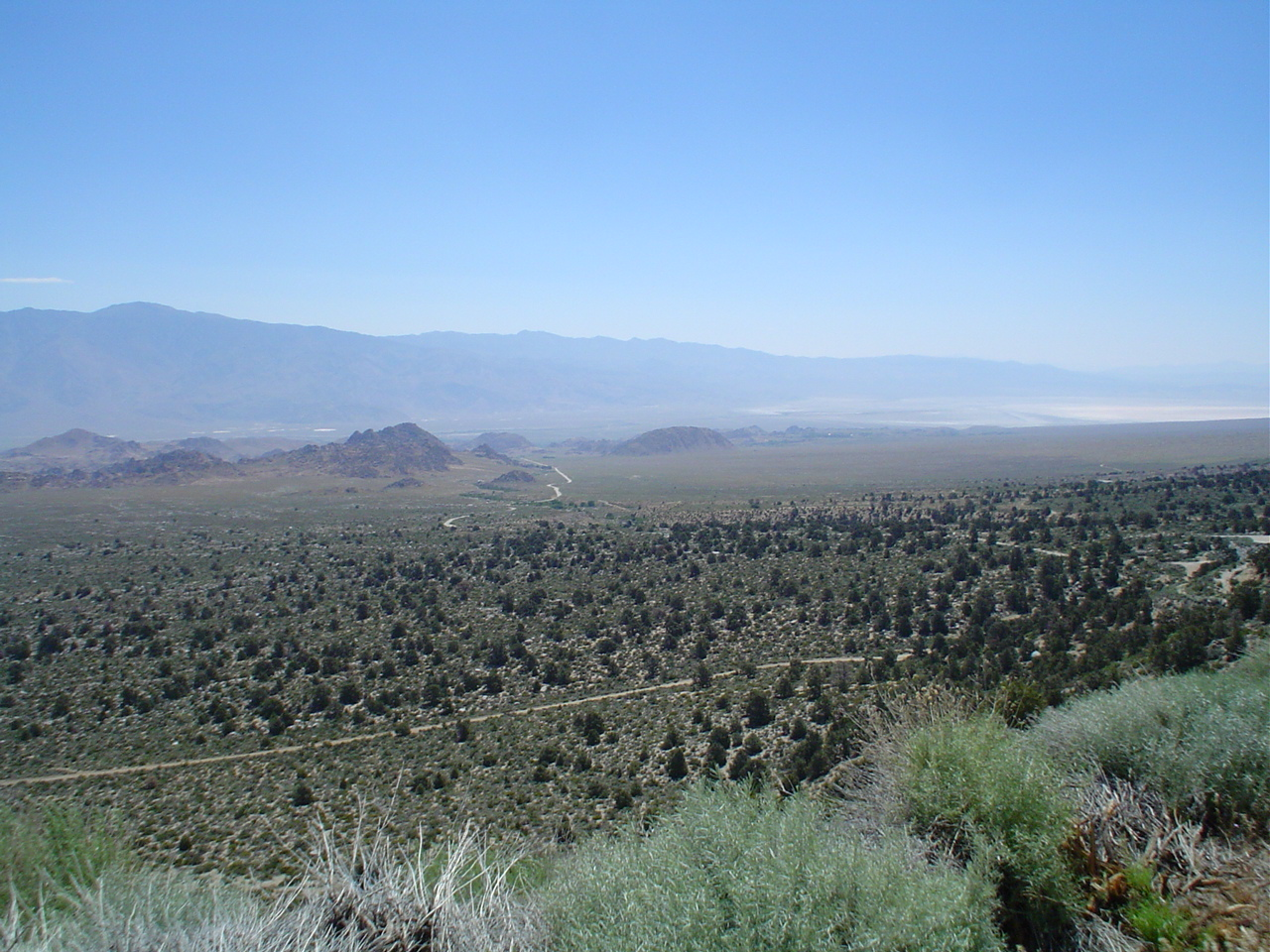
Owens Valley, Alabama Hills, and Owens Lake seen from Whitney Portal Road, west of Lone Pine, CA.

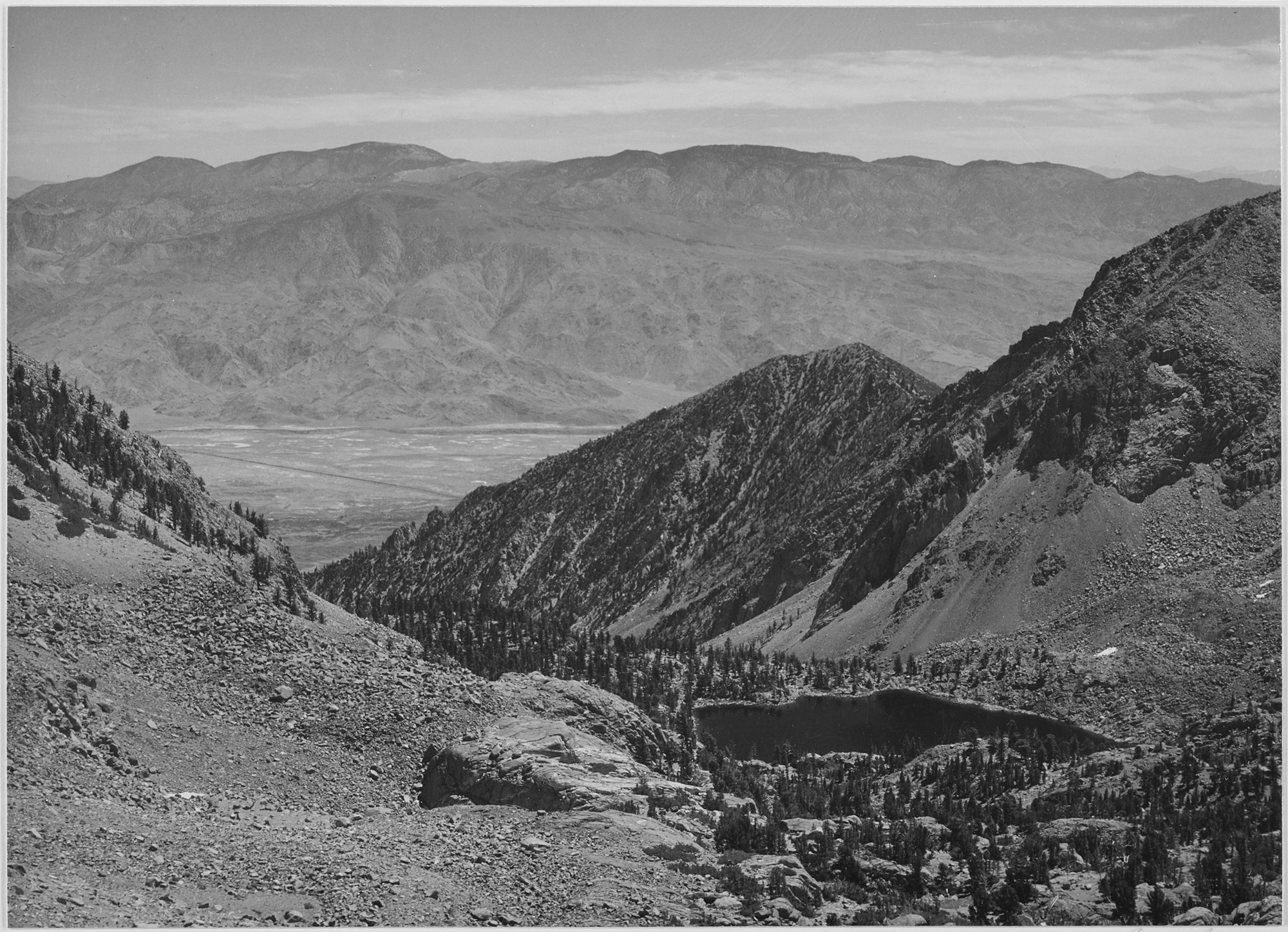
Owens Valley, photographed from Sawmill Pass by Ansel Adams, circa 1936.

## 生態系
オーエンズ・バレーにはアルカリ平地に適応した植物が生息している。そのひとつがオーエンズ・バレーの固有種、シダルケア・コヴィレイ（オーエンズバレーゼニアオイ）である。

## 歴史
この谷には先史時代の末期、南の端、オーエンズ湖の周りにティンビシャ(パナミントまたはコーソーとも呼ばれる)が、谷の中部と北部にモーノー族(オーエンズ・バレー・パイユートとも呼ばれる)が住んでいた。
ティンビシャはユト・アステカ語族のヌミック語派に分類されるティンビシャ語を話している。
最も近縁の言語はショーショーニー語とコマンチー語である。
東部のモーノー族はヌミック語派だが北部パイユート語と関係が深いモーノー語の方言を話している。
ティンビシャは現在デスヴァレーのファーナス・クリークに住んでいるが、多くの世帯はローンパイン居留地に夏の住居を持っている。
東部のモーノー族はローンパインからビショップにいたる数か所の居留地に住んでいる。
オーエンズ・バレーのアメリカ先住民と、チューマッシュなど海岸地方の部族の間の交易は考古学的な資料によって示されている。
1834年5月1日、ジョゼフ・R・ウォーカーがウォーカー峠からオーエンズ・バレーに入った。
ウォーカー一行52人はフンボルト凹地に戻る途中でこの谷をめぐり、フンボルト川を遡ってロッキー山脈に戻った。
ジョン・C・フレモントが1845年、ガイドの一人であるリチャード・レモン・オーエンズにちなんでオーエンズ・バレー、オーエンズ川、オーエンズ湖と命名した。
オーエンズ・バレーインディアン戦争中の1862年7月4日、オーククリーク沿岸、現在のインデペンデンスの近くにインディペンデンス駐屯地が設営された。
第二次世界大戦中の1942年から1945年まで、カリフォルニア州インディペンデンスの近くに、最初の日系人強制収容所であるマンザナー強制収容所が設置されていた。

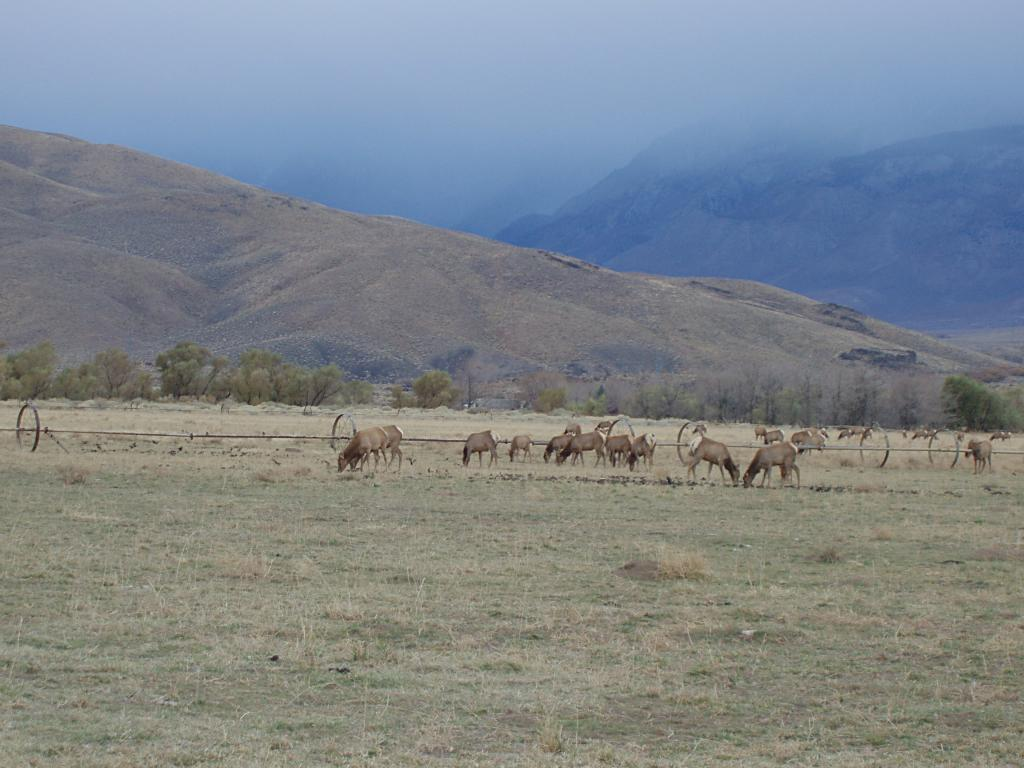
Tule Elk grazing in Owens Valley.

### カリフォルニア水戦争
20世紀の初頭、オーエンズ・バレーは地元住民とロサンゼルス市との間の争いの舞台となった。
ロサンゼルス水力電力部(LADWP)の最高責任者、ウィリアム・マローランドは、オーエンズ川から導水する223マイル(359km)のロサンゼルス上水路を計画し、1913年に完成した。水利権は詐欺的な方法で取得されたため、しばしば水利協同組合は分裂し、隣人どうしが争うこととなった。1924年、地元の農民たちは(水を)購入し続けることへの不満から暴力に訴え、水道施設の一部を破壊した。
最終的にロサンゼルス市はオーエンズ・バレーの121,000ヘクタール以上に渡る土地の水利権の大部分を取得し、オーエンズ湖に流入する水のほとんど全部を上水路へと向けた。この取得は、双方独占に携わっているロサンゼルス市とオーエンズ・バレーの農民たちとの交渉の結果行われた。現在の価格で見積もると、ロサンゼルス市は水1エーカー・フィート当たり8.70ドル(1000立方メートル当たり7.05ドル)を支払うつもりだった。最終的に実際の取引価格の平均は1エーカー・フィート当たり4.00ドル(1000立方メートル当たり3.25ドル)前後となった。次の最善の選択肢は格安で取得した土地を農業用に使い続けることだった。この価格はロサンゼルス市の支払意思額よりも安かったが、オーエンズ・バレーの農民たちは近隣の郡の地価と比較して割増しの土地代金を受け取った。そのうえ、オーエンズ・バレー導水に最も長期間抵抗した農家たちは、ロサンゼルス市に解決の意欲があったため、平均的な農家よりもさらに高い価格で土地を売ることができた。これらの買収の結果、湖はその後完全に干上がり、現在残されたアルカリ平地からアルカリダストの嵐が南の谷を襲っている。
1970年、LADWPはオーエンズ・バレーからの第二水路を完成させた。表流水がさらに導水され、地下水はポンプで汲み上げて導水した。オーエンズ・バレーの泉や湧水は消滅し、地下水に依存していた植物は枯死し始めた。
何年も訴訟が続けられた。1997年、インヨー郡、ロサンゼルス市、オーエンズ・バレー委員会、シエラクラブ、その他の関係当事者は、2003年6月までにオーエンズ川下流に再び水を流すという条件を明記した了解覚書に署名した。LADWPはこの期限を守れず、再度訴えられた。異なる解決法として、今回はカリフォルニア州とロサンゼルス市の間で2005年9月までにオーエンズ川下流に再び水を流すという約束を含んでいた。
2005年2月の時点で、LADWPはこの期限も守れそうにないと発表した。結果的にロサンゼルス市がオーエンズ川下流に水を流す約束を満たしたのは2008年だった。
2004年7月、ロサンゼルスのジェームス・ハーン市長は、LADWPのすべての保有地に保全地役権を設定することにより、オーエンズ・バレー内の市有地における開発を将来にわたって禁止することを提案した。おそくら過去のLADWPの行為に対する不信のために、2004年10月時点で、インヨー郡当局者は保全地役権の提案に抵抗しているようだった。水と粉塵についての何十年にもわたる激しい論争を終わらせるため、ロサンゼルス市は、オーエンズ・バレーの大気汚染規制当局であるグレートベースン統一大気汚染管理区と市との間の合意にしたがって、乾燥したオーエンズ湖の底から飛来する粉塵を抑制する新しい有機的な方法を2014年に用い始めた。

## 電波天文台
ウェストガード峠の近くに超長基線アレイ(VLBA)を構成する10のパラボラアンテナのひとつであるオーエンズバレー電波望遠鏡がある。